# Ioan N. Mavrocordat
Ioan N. Mavrocordat (n. 12 martie 1712, Constantinopol, Imperiul Otoman – d. 29 iulie 1747, Constantinopol, Imperiul Otoman) a fost domn în Moldova între 29 iunie 1743 și mai 1747.

## Biografie
A fost fiul lui Nicolae Mavrocordat și frate al lui Constantin Mavrocordat, însă se deosebea esențial de ei. El își întrebuința timpul în petreceri și cheltuieli nesăbuite, din care cauză, mărea tot timpul dările. O parte dintre boierii nemulțumiți ajunseseră să trăiască în exil în Polonia. După ce a fost mazilit în 1747, nu a mai putut recâștiga domnia niciodată. A murit la Constantinopol.

## Familie
Ioan Mavrocordat fost fiul lui Nicolae Mavrocordat și al Ecaterinei Mavrocordat. A fost căsătorit cu Maria Mavrocordat (n. Rosetti).